# Minoriteam
Minoriteam è una serie televisiva animata statunitense del 2005, creata e diretta da Adam de la Peña, Peter Girardi e Todd James.
Preceduta da un episodio pilota intitolato Operation Blackout, trasmesso il 6 novembre 2005, la serie è stata trasmessa per la prima volta negli Stati Uniti su Adult Swim dal 19 marzo al 23 luglio 2006, per un totale di 19 episodi ripartiti in una stagione.
La serie era disponibile sul sito ufficiale di Adult Swim, con episodi disponibili per lo streaming, fino a quando non è stata ritirata il 12 giugno 2020.

## Trama
La serie è incentrata sulle avventure di cinque supereroi, ognuno dei quali basato su uno stereotipo razziale o etnico, che uniscono le forze per combattere contro un gruppo di cattivi che rappresentano dei concetti discriminatori. La serie è un omaggio al fumettista Jack Kirby, mentre lo stile di animazione parodia l'animazione limitata di The Marvel Super Heroes. Il tag di apertura, che afferma di trasmettere in "FULLY COLORED", è sia un riferimento razziale che un omaggio alle classiche linee "IN COLOR " o "IN TECHNICOLOR" che hanno aperto molti vecchi cartoni animati.

## Episodi
| Stagione       | Episodi | Prima TV USA | Prima TV Italia |
| -------------- | ------- | ------------ | --------------- |
| Prima stagione | 20      | 2005-2006    | inedita         |

## Personaggi e doppiatori

### Personaggi principali

Da sinistra: Fasto, Jewcano, Dr. Wang e Non-Stop

- Dr. Wang, Chinese Human Calculator, doppiato da Dana Snyder.
- El Jefe, doppiato da Nick Puga.
- Fasto, doppiato da Rodney Saulsberry.
- Jewcano, doppiato da Enn Reitel.
- Non-Stop, doppiato da Keith Lal.
- The White Shadow, doppiato da Adam de la Peña.
- The Corporate Ladder, doppiato da Todd James.
- Frankenstein razzista, doppiato da Adam de la Peña.
- The Standardized Test, doppiato da Peter Girardi.

### Personaggi secondari
- Corporate Loophole.
- Dirty Cop, doppiato da Dicky Barrett.
- The Plant.
- Shamus McFisticuffs.
- Steven Skullbird.
- Middle manager Tom Severson, doppiato da Dana Snyder.
- Stuck Up Girlfriend, doppiata da Hope Moore.

## Distribuzione

### Trasmissione internazionale
- 6 novembre 2005 negli Stati Uniti d'America su Adult Swim;
- 2007 nel Regno Unito su Bravo.[1]